# Clopton (Alabama)
Clopton ist ein gemeindefreies Gebiet im Dale County im Bundesstaat Alabama in den Vereinigten Staaten.

## Geographie
Clopton liegt im Südosten Alabamas im Süden der Vereinigten Staaten. Er befindet sich etwa 31 Kilometer westlich des Chattahoochee River und der Grenze zu Georgia.
Nahegelegene Orte sind unter anderem Blue Springs (7 km nordwestlich), Bertha (7 km südlich), Abbeville (13 km östlich), Lawrenceville (15 km nordöstlich) und Ariton (24 km westlich). Die nächste größere Stadt ist mit 205.000 Einwohnern die etwa 97 Kilometer nordwestlich entfernt gelegene Hauptstadt Alabamas, Montgomery.

## Geschichte
Der Ort wurde möglicherweise nach dem Kongressabgeordneten David Clopton benannt. Von 1853 bis 2011 wurde ein Postamt betrieben.

## Verkehr
Clopton liegt etwa 14 Kilometer westlich des U.S. Highway 431.
Etwa 28 Kilometer südöstlich befindet sich der Headland Municipal Airport sowie 30 Kilometer südlich der Dothan Regional Airport und 30 Kilometer nördlich der Clayton Municipal Airport.

## Persönlichkeiten
- Henry B. Steagall (1873–1943), Rechtsanwalt, Politiker und Mitglied im US-Repräsentantenhaus